# Pilot (bote)
Pilot  es un bote histórico ubicado en San Diego, California.  Pilot se encuentra inscrito  en el Registro Nacional de Lugares Históricos desde el 01 de febrero de 2011.

## Ubicación
Pilot se encuentra exhibido como buque museo dentro del condado de San Diego en las coordenadas 32°43′15″N 117°10′28″O / 32.720833, -117.174444.